# Río Ferrería
El río Ferrería es un río costero del norte de España que discurre por el centro-occidente del Principado de Asturias. 

## Curso
El Ferrería nace en el pico la Matiella, en el concejo de Candamo, y desemboca en el Mar Cantábrico, en la playa la Puela (Santa María del Mar) tras recorrer unos 8,4 km atravesando las poblaciones de La Ferrería (Soto del Barco), Santa María del Mar y Santiago del Monte (Castrillón).
Sus afluentes principales son los ríos Caseras y Cuadriella.

## Fauna
Según muestreos de pesca eléctrica acometidos entre los años 1997 y 2019, referencias bibliográficas y comunicaciones orales fidedignas, en el río Alvares se han detectado especímenes de anguila y de platija.